# Pygopleurus banghaasi
Pygopleurus banghaasi là một loài bọ cánh cứng trong họ Glaphyridae. Loài này được Reitter miêu tả khoa học năm 1895.